# (466616) 2014 VG15
(466616) 2014 VG15 es un asteroide perteneciente al cinturón de asteroides, descubierto el 18 de noviembre de 2008 por el equipo Spacewatch desde el Observatorio Nacional de Kitt Peak (Arizona, Estados Unidos).